# Aquamuseu do Rio Minho
O Aquamuseu do Rio Minho fica localizado em Vila Nova de Cerveira, Portugal.
No aquamuseu está recriado todo o percurso do rio Minho, das suas espécies (estão representadas 40 vivas), das tradições e actividades que lhe estão associadas.
O conjunto de aquários, que variam entre os 1200 e os seis mil litros, estão ordenados de forma a permitirem uma viagem ao longo de todo o rio, começando pela nascente, em Lugo, (Espanha) e terminando na foz, em Caminha.
Foi inaugurado em 13 de Julho de 2005.